# Alice Feeney
Alice Feeney (născută c. 1988) este o scriitoare britanică a secolului al XXI-lea, care abordează genurile mister și thriller.
Înainte de a deveni scriitoare, Alice Feeney a fost producător și jurnalist la BBC timp de cincisprezece ani. sau șaisprezece Și-a început activitatea la BBC la vârsta de 21 de ani și a fost producător pentru One O'clock News, precum și reporter, redactor de știri și producător de programe de artă și divertisment.
A început să scrie primul ei roman, Sometimes I Lie, când avea 30 de ani, scriind în timpul liber și în tren spre serviciu. A urmat cursul de scris de la Faber Academy, terminând cartea și cursul aproape în același timp.
În 2019, Fox a cumpărat drepturile de televiziune pentru Sometimes I Lie, iar în noiembrie 2019 a fost dezvăluit un proiect pentru un serial de televiziune alături de o cititoare entuziastă a autoarei, anume Sarah Michelle Gellar. Robin Swicord s-a angajat să adapteze cartea, iar Ellen DeGeneres și Jeff Kleeman, precum și Gellar și Swicord, urmau să fie producători executivi. În 2020 Jessica Chastain, Kristen Campo și Endeavour Content au achiziționat drepturile de televiziune pentru His & Hers. Cartea ei Piatră, hârtie, foarfecă (Rock Paper Scissors) va fi, de asemenea, adaptată într-un serial pe Netflix.

## Scrieri
- Feeney, Alice (2018). Sometimes I Lie. Flatiron. ISBN 978-1250144843.
- Feeney, Alice (2019). I Know Who You Are. Flatiron. ISBN 978-1250147349.
- Feeney, Alice (2020). His & Hers. UK: HarperCollins; US: Flatiron. ISBN 978-1250266071.
- Feeney, Alice (2021). Rock Paper Scissors⁠(d). Flatiron. ISBN 9781250266101.
- Feeney, Alice (2022). Daisy Darker. Flatiron. ISBN 978-1250843937.
- Feeney, Alice (2023). Good Bad Girl. Flatiron. ISBN 978-1250843975.

În curs de publicare:
- Feeney, Alice (2025). Beautiful Ugly. Flatiron. ISBN 978-1250337788.